# Thaumasura niobe
Thaumasura niobe är en stekelart som beskrevs av Girault 1932. Thaumasura niobe ingår i släktet Thaumasura och familjen puppglanssteklar.
Artens utbredningsområde är Papua Nya Guinea. Inga underarter finns listade i Catalogue of Life.